# Gabbiella stanleyi
Gabbiella stanleyi là một loài ốc nước ngọt nhỏs có vảy, là động vật thân mềm chân bụng thuộc phân lớp mang trước sống dưới nước trong họ Bithyniidae.
Đây là loài đặc hữu của Malawi. Môi trường sống tự nhiên của chúng là hồ nước ngọt.